# رايموند ماكدونالد ألدن
رايموند ماكدونالد ألدن (بالإنجليزية: Raymond Macdonald Alden) هو كاتب سير أمريكي، ولد في 1873، وتوفي في 1924.